# 大瀧進矢
大瀧進矢（日语：大滝 進矢，1953年7月29日—），日本男演員、配音員。出身於神奈川縣。身高168cm。B型血。

## 簡歷、人物
本名、舊藝名：。神奈川縣立追濱高等學校、文學作附屬演劇研究所畢業。現在是自由身，以前經歷Office央、Production baobab。
主要參加海外電影、電視影集的日語配音。並多次擔任香港演員元彪參演作品的日語配音。
已經死去的鹽澤兼人、戶谷公次的一些角色都由大瀧繼承。
興趣：柏青哥、將棋、高爾夫。

## 演出
粗體字表示主要角色。

### 電視劇
- 第4話（1989年， TBS）
- 世界奇妙物語「不需要言語的房間」（1992年，富士電視台）－工廠作業人員

### 電視動畫
1980年
- 明日之丈2（チンピラ吉）
- 青少棒揚威記（日语：キャプテン (漫画)）
- 原子小金剛 (1980年版)（監視機器人、的弟弟、乘員A、幫派B、港口男子、機器人）
- 魯邦三世 (TV第2系列)（日语：ルパン三世 (TV第2シリーズ)）

1981年
- 衝鋒勝平（日语：ダッシュ勝平）（廣目天、水口、山下）
- 救難小英雄Yattode（ルスティケロ、小山攝影師）

1982年
- 阿波羅之女（托瑪斯）
- 逆轉一發人（日语：逆転イッパツマン）（隱球四郎、店員）
- SPACE COBRA（桑達）
- The♥南瓜酒（西）
- 戰鬥機甲薩芬格爾（吉洛·艾默斯）
- 魔法公主 明琪桃子（日语：魔法のプリンセス ミンキーモモ）（警官）

1983年
- 伊賀野河馬丸（廣谷、幹部B、數學老師、體育老師、經理）
- 頂尖超人（日语：イタダキマン）（葛瑞）
- 機甲創世記莫斯比達（何賽）
- 銀河漂流華爾分（幹部）
- 停止!! 雲雀（鬼）
- 無敵三四郎（黨羽、助手）
- 魔法天使奶油麻美（詹姆士、魔術師）
- 漫畫日本史（日语：まんが日本史 (日本テレビ)）
- 未來警察浦島人（史丁格·霍克、馬克）

1984年
- 勝利女排（日语：アタッカーYOU!）（田崎三郎）
- 玻璃假面 (1984年版)
- 北斗神拳（驅逐艦）
- 宗谷物語（日语：宗谷物語）（甲板員）
- 特裝機兵多爾巴克（培利隊長）
- 請多指教跑車郎中（日语：よろしくメカドック）（東條誠）
- 魯邦三世 PARTIII（日语：ルパン三世 PARTIII）

1985年
- 機動戰士Z鋼彈（梅曾·梅克斯）
- 超獸機神斷空我（電腦、軍人B、黑人、士兵、海卡特、波哥、弗蘭西斯）
- 高校！奇面組（日语：ハイスクール!奇面組）（桌球魔）
- 魔法之星愛美（松尾明）
- 夢幻之星的波坦諾斯（日语：夢の星のボタンノーズ）（手下）

1986年
- 宇宙船人馬座（日语：宇宙船サジタリウス）（阿馬爾洛格兵隊）
- 機動戰士鋼彈ZZ（阿力亞斯·莫馬、機師）
- 珊瑚礁傳說 藍海的艾爾菲（日语：サンゴ礁伝説 青い海のエルフィ）（工作人員A）
- 青春動畫全集（日语：青春アニメ全集）（田中、青年、漁師、學生、作業人員、印度兵、車夫）
- 鄰家女孩（森田、教師、佐田商教練、男）
- 光之傳說（廣播實況、紀井州）
- 機器勇士 克羅諾斯的大逆襲（藍·飛天）
- 機器人阿丁 (1986年版)（日语：ロボタン）

1987年
- 超能力魔美（學生B、學生A、少年A）
- 機甲戰記龍騎兵（詹姆士·C·道格拉斯）
- 橙路（大塚老師 等）
- 褞袍超人（本州リ鬼）
- 機器勇士 駭客大戰（阿魯傑達、藍·飛天）
- 漫畫日本經濟入門（日语：マンガ日本経済入門）（岡部、加島、片津、鈴木、托馬士、中山、橋元、花岡）
- 妙手小廚師（阿部二郎）

1988年
- 超能力魔美（幹部生A、新聞社社員）
- 小松君 (1988年版)（巡警B）
- 麵包超人（假麵包超人）
- 超音戰士Borgman（旁白、查理·帕克〈代替〉）
- 貓咪也瘋狂（磯野）
- 燃燒吧！哥哥（校長、警察署長、貝節次郎）

1989年
- 偶像英里子傳說（神野、島倉）
- 寶馬神童（日语：青いブリンク）（侍從B、Dr.蓋里、規則）
- 超時空遊俠（西薩、韋伯·萊特）
- 天空戰記（軍荼利明王昆達利尼）
- 守護神哈特（日语：まじかるハット）（哈特的父親）
- 魔動王（地神號／超級地神號）
- 妙手小廚師（阿部一郎）
- 少棒小魔投（江川卓、旁白）

1990年
- 偶像天使陽子（原田俊雄）
- 江戶之子男孩 理解太助（日语：江戸っ子ボーイ がってん太助）（廣播）
- 超級劍豪傳（劍心）
- 鴉天狗KA·BU·TO（地雷屋白虎）
- 海底兩萬哩（赫蘭特副艦長、新亞特蘭部下、萬博會場廣播）
- 魔神英雄傳2（ナリキーン、男）
- 魔法天使甜蜜薄荷（日语：魔法のエンジェルスイートミント）（爸爸）
- 至尊勇者（ダイマーチン、大男）

1991年
- 猜拳人（猜拳人爸爸、鉛筆大叔、哈特）
- 魔法公主 明琪桃子 擁抱夢想（日语：魔法のプリンセス ミンキーモモ）（櫻桃的爸爸）

1992年
- 踢向明天（日语：あしたへフリーキック）（實況轉播）
- 宇宙騎士騎格武士利刃（柯爾貝特准將）
- 美味大挑戰 究極對至高 長壽料理對決!!（筒金會長）
- 蠟筆小新（1992年－，鋼彈勇士、神主、櫻田妮妮的父親、動感超人×）
- 花的魔法使瑪麗貝爾（姆尼）
- 橫山光輝 三國志（顏良）

1993年
- 美味大挑戰 日美米飯戰争（三澤）
- 忍者亂太郎（浣腸丸、六道辻衛門、香菇山的山賊·兄）
- 勇者特急隊（拜爾）

1994年
- 機動武鬥傳G鋼彈（奇科·羅德里格斯）
- （安東基諾·八寶木）
- 白雪姬傳說（日语：白雪姫の伝説）（艾伯特·彼勒）
- 幸運超人（オタッキーマン）
- 霸王大系龍騎士（戴納達）

1995年
- 恐龍冒險記（日语：恐竜冒険記ジュラトリッパー）
- 新機動戰記鋼彈W（S博士、接線員）
- NINKU -忍空-（旁白、紋佐衛門、所長、太郎、頭目、副官、朗達、藥屋、側近A、滿、護衛隊長、隊長、村人、桃川、反派三人組）
- 忍者亂太郎（海螺門、侍大將、毒竹城忍者C）
- 夢幻遊戲（家臣）
- 宇宙小毛球（提勒）

1996年
- 蒙面俠蘇洛傳（道爾頓）
- 奧運高手（劍物）
- 熱鬥小馬（服部政人〈半藏〉、狼）

1997年
- 忍企鵝真丸（日语：忍ペンまん丸）（拉彼的父親）
- 馬赫GoGoGo (1997年版)（廣播）
- 名偵探柯南（小室）
- 烈火之炎（大黑）

1998年
- 銀河漂流13（旁白）
- 危險調查員（卡爾、安東雷）

1999年
- 週刊故事樂園（日语：週刊ストーリーランド）（男、經理）
- 機械女神J to X（電安）
- ∀鋼彈（飛行船船長、船長）

2000年
- 機巧奇傳希窩烏戰記（希窩烏的父親〈益荒男〉）
- 週刊故事樂園（刑事、教練練、課長、主播）
- 時間飛船2000 怪盗閃亮超人（日语：タイムボカン2000 怪盗きらめきマン）（實況）
- 名偵探柯南（加那善則）

2001年
- 第一神拳（川原拳館會長）
- PROJECT ARMS（山賀）

2002年
- 我們這一家（商店會男性、同僚2、講師）
- 十二國記（左將軍迅雷）
- 魯莽天使（上班族）
- 哆啦A夢 (大山羨代版)（少女的父親）
- 名偵探柯南（竹富雅男）

2003年
- 高機動幻想 ～嶄新之行軍歌～（日语：ガンパレード・マーチ 〜新たなる行軍歌〜）（男性廣播）
- 貯金大冒險（蛋白霜）
- 偵探學園Q（池松刑事）
- DEAR BOYS（石井武敏）
- 哆啦A夢 (大山羨代版)（重人的父親）
- 惑星奇航（第一事業部長、秘書）
- 名偵探柯南（檢察官、男A）

2004年
- 哆啦A夢 (大山羨代版)（將軍）
- 忍者亂太郎（盗賊B）
- 鋼之鍊金術師（快刀手兄弟·兄）
- 名偵探柯南（船木敏彥、瀧川刑事）

2005年
- 槍與劍（工作人員）
- 怪醫黑傑克（主持人）
- 驚爆危機！The Second Raid（傑克遜）

2006年
- 怪醫黑傑克（校長）

2007年
- 我們這一家（出光）
- 哆啦A夢 (水田山葵版)（成年人的出木杉、大象工作人員）

2008年
- 哆啦A夢 (水田山葵版)（大叔）
- 忍者亂太郎（佐武昌義〈虎若的父親／第2代〉）
- 名偵探柯南（秘書）

2009年
- 我們這一家（商店街）
- 名偵探柯南（披薩店店長）

2010年
- 哆啦A夢 (水田山葵版)（貓長官）
- 忍者亂太郎（家臣的士兵、足輕）

2012年
- 名偵探柯南（大木泰三）

### 電影動畫
1983年
- Crusher Joe（日语：クラッシャージョウ）（海賊）
- 劇場版 戰鬥機甲薩芬格爾（吉洛·艾默斯）

1985年
- 足球小將翼：危險！全日本Jr.（史提夫）
- 魯邦三世：巴比倫黃金傳說（日语：ルパン三世 バビロンの黄金伝説）（服務生）

1986年
- 沃太利亞（日语：ウインダリア）（克拉齊）
- GREY Digital Target（日语：GREY）（天空）
- 足球小將翼：世界大決戰!! Jr. 世界盃（史提夫）
- 天空之城（朵拉的部下KI（埃及人））
- RUNNING BOY 星際戰士的秘密（日语：RUNNING BOY スター・ソルジャーの秘密）（企劃室長）

1987年
- 鄰家女孩3：在你離開之後（森田）

1990年
- 「EIJI」（日语：「エイジ」）（校長）

1991年
- 亞爾斯蘭戰記（夏普爾）
- 海底兩萬哩 劇場用原創版（將軍）

1992年
- 機動戰士鋼彈0083：吉翁的殘光（那卡哈·納卡特）
- 跑吧！美樂斯
- YAWARA！ 上吧！懦怯的孩子們！（裕次郎的父親）

1993年
- 千本松原 與河流生活的少年們（日语：蒼い記憶 満蒙開拓と少年たち）（役人B）

1995年
- 足球小將翼：最強對手！荷蘭青年軍（實況）
- 哆啦A夢：大雄的創世日記（昆蟲人）
- 劇場版 NINKU -忍空-（大和）
- MEMORIES「最臭兵器」（通信兵）

1996年
- 蠟筆小新：搞怪遊樂園大冒險（鋼彈勇士）

1997年
- 蠟筆小新：黑暗珠珠大追擊（檸檬〈清志〉）
- 幕末的謝謝（日语：幕末のスパシーボ）（都築駿河守（日语：都築峯重））
- 星空小提琴（日语：星空のバイオリン）（菅野）

1998年
- 新機動戰記鋼彈W Endless Waltz 特別篇（S博士）

1999年
- 蠟筆小新樂園！ Made in 埼玉（鋼彈勇士）

2002年
- 劇場版 吸血鬼獵人D（基姆雷特）

2004年
- 哆啦A夢：大雄的貓狗時空傳（查路貓軍士兵B）

2005年
- 蠟筆小新：3分鐘百變大進擊（鋼彈勇士）

2011年
- 劇場版 忍者亂太郎：忍術學園全員出動之卷！（佐武昌義[7]）

2014年
- 蠟筆小新：大對決！機器人爸爸的反擊（鋼彈勇士Jr.）

2017年
- 蠟筆小新：宇宙人Pi力來襲!!（鋼彈勇士）

### OVA
1985年
- 吸血鬼獵人D（基姆雷特）

1986年
- 加州危機 追擊的槍火（日语：カリフォルニア・クライシス 追撃の銃火）（專家）
- GALL FORCE（日语：ガルフォース）（監督）
- （喬魯喬）
- 哀惑星（士兵A）
- 裝鬼兵MD蓋斯特（日语：装鬼兵MDガイスト）（隊員）
- 超獸機神斷空我 給死者們的鎮魂歌（弗蘭西斯）
- 魔法之星愛美 蟬時雨（松尾明）

1987年
- elf17（日语：エルフ・17）（裁判）
- 禁斷默示錄 Crystal Triangle（日语：禁断の黙示録 クリスタル・トライアングル）（沼田）
- SCOOPERS（日语：スクーパーズ）（畢特）
- 搞怪拍檔（僧侶）
- 超獸機神斷空我 GOD BLESS DANCOUGA（弗蘭西斯）
- 吹泡糖危機（普林特、卡拉漢、副官）
- （教師）

1988年
- 恐怖的生化人 最終教師（日语：最終教師）（渡邊隆一）
- New Story of Aura Battler DUNBINE（米其林、部下）
- 飛越巔峰
- 麻雀飛翔伝 哭泣的龍（日语：麻雀飛翔伝 哭きの竜）（男）
- 莉娜劍狼傳說（日语：レイナ剣狼伝説）（藍·飛天）

1989年
- 青炎（日语：青き炎 (漫画)）
- 斬除寒月一凍惡靈 神州魑魅變異聞（日语：寒月一凍悪霊斬り 神州魑魅変異聞）（一色右京）
- 機動戰士鋼彈0080 口袋裡的戰争（利亞軍司令、停車場工作人員）
- 超獸機神斷空我 白熱之終章（隊長）
- 超人洛克（日语：超人ロック）（陸副長）
- 巴歐來訪者（假面男子）
- （織田）
- 燃燒吧！哥哥（日语：燃える!お兄さん）（執事、店內大叔）
- 妖魔（日语：妖魔 (漫画)）（追忍）

1990年
- 押忍!! 空手部（日语：押忍!!空手部）（森上真吾）
- 新空手道地獄變（日语：新カラテ地獄変）（山姆）
- 每天是星期天（課長[1]、大哥[1]）
- Mad★Bull 34（日语：マッド★ブル34）（洛特海姆）
- 魔獸戰線（日语：魔獣戦線）
- 魔動王 最後的魔法大戰（地神號／超級地神號／高超地神號）
- 力王 RIKI-OH VIOLENCE2 滅亡之子（日语：力王#力王 RIKI-OH VIOLENCE2 滅びの子）（姊山）

1991年
- 一本包丁滿太郎（日语：一本包丁満太郎）（主持人）
- 奇兵大冒險 風之塔（莫羅）
- 乙姬CONNECTION（日语：乙姫CONNECTION）（石川剛造）
- 摩羯座（日语：カプリコン）（司令官）
- 機動戰士鋼彈0083：Stardust Memory（那卡哈·納卡特）
- 恐怖新聞（日语：恐怖新聞）（小泉靈能力者）
- 銀河英雄傳說（依沙克·費爾南·馮·托爾奈森）
- Dr.颱風
- 魔獸戰士露娜·華爾格（日语：魔獣戦士ルナ・ヴァルガー）（葛拉·哥倫）
- 黑暗司法官Judge（日语：ジャッジ (漫画)）（山邊進）

1992年
- Wolf Guy ～狼的紋章～（日语：ウルフガイ）
- 鴉天狗KA·BU·TO 黃金之眼的野獸（地雷屋白虎）
- 猜拳人 怪獸大決戰（猜拳人爸爸）
- 東京巴比倫 A SAVE FOR TOKYO CITY STORY（社員A）
- 哈囉刺蝟 ～殺意的領域～
- 魔動王 冒險篇（地神號／超級地神號／高超地神號）

1993年
- 紺碧艦隊（品川彌冶郎〈初代〉、村山悟）
- BIG WARS 神朱荒野（轟）
- 怪醫黑傑克（大衛·羅森塔爾）
- 紅狼（日语：紅狼）

1994年
- 熱砂之惑星 女公安官凱特（瓊斯少佐）
- BOUNTY DOG/獵殺月球（日语：BOUNTY DOG/月面のイブ）（康斯坦社分社長[8]）

1995年
- 紺碧艦隊（威廉·摩根）

1996年
- 紺碧艦隊（艾哈德·戈林）

1997年
- 新機動戰記鋼彈W Endless Waltz（S博士）

1998年
- 旭日艦隊（日语：旭日の艦隊）（艾哈德·戈林、艾利希·尤爾根斯）

### 網路動畫
2017年
- 蠟筆小新外傳 玩具大戰（日语：クレヨンしんちゃん外伝 おもちゃウォーズ）（鋼彈勇士）

### 遊戲
1995年
- 哆啦A夢：友情傳說七小子（日语：ドラえもん 友情伝説ザ・ドラえもんズ）

1997年
- 超級機器人大戰F（阿力亞斯·莫馬）

1998年
- 超級機器人靈魂格鬥（日语：スーパーロボットスピリッツ）（吉洛·艾默斯）
- 超級機器人大戰F完結篇（阿力亞斯·莫馬）
- 真實機器人終極大戰（日语：リアルロボッツファイナルアタック）（吉洛·艾默斯）

1999年
- SD鋼彈 G世代 ZERO（阿力亞斯·莫馬）
- 超級機器人大戰完全版（阿力亞斯·莫馬）

2000年
- SD鋼彈 G世代 F（阿力亞斯·莫馬）
- 日昇英雄譚R（日语：サンライズ英雄譚）（吉洛·艾默斯、S博士）
- 超級機器人大戰α（阿力亞斯·莫馬）

2001年
- 日昇英雄譚2（日语：サンライズ英雄譚）（吉洛·艾默斯、S博士）
- 超級機器人大戰α外傳（吉洛·艾默斯）
- 超級機器人大戰α for Dreamcast（阿力亞斯·莫馬）

2002年
- 機動戰士鋼彈 基連的野望 吉翁獨立戰爭記（日语：機動戦士ガンダム ギレンの野望 ジオン独立戦争記）（那卡哈·納卡特）

2003年
- SUNRISE WORLD WAR From 日昇英雄譚（日语：サンライズ英雄譚）（吉洛·艾默斯、那卡哈·納卡特）
- My Merry Maybe（日语：My Merry Maybe）（校）

2004年
- 超級機器人大戰MX（藍·飛天 等）

2005年
- 超級機器人大戰MX 攜帶版（藍·飛天 等）

2006年
- 蠟筆小新：最強家族春日部之王Wii（日语：クレヨンしんちゃん 最強家族カスカベキング うぃ〜）（鋼彈勇士）
- 蠟筆小新：驚奇園地的傳說大絕戰！（日语：クレヨンしんちゃん 伝説を呼ぶ オマケの都ショックガーン!）（鋼彈勇士）
- 日昇英雄譚3（日语：サンライズ英雄譚）

2007年
- SD鋼彈 G世代 SPIRITS（阿力亞斯·莫馬、木星帝國隊長）
- 蠟筆小新DS 蠟筆大作戰！（日语：クレヨンしんちゃんDS 嵐を呼ぶ ぬってクレヨ〜ン大作戦!）（鋼彈勇士）

2008年
- 機動戰士鋼彈 基連的野望 阿克西斯的威脅（日语：機動戦士ガンダム ギレンの野望 アクシズの脅威）（阿力亞斯·莫馬、梅曾·梅克斯、那卡哈·納卡特）
- 超級機器人大戰Z（吉洛·艾默斯）

2010年
- 蠟筆小新：呆呆忍者傳前進吧！春日部忍者隊！（日语：クレヨンしんちゃん おバカ大忍伝 すすめ!カスカベ忍者隊!）（鋼彈勇士）

2011年
- 機動戰士鋼彈 新基連的野望（日语：機動戦士ガンダム 新ギレンの野望）（阿力亞斯·莫馬、那卡哈·納卡特）
- 蠟筆小新：宇宙功夫!? 友情的笨蛋空手道!!（日语：クレヨンしんちゃん 宇宙DEアチョー!? 友情のおバカラテ!!）（鋼彈勇士）
- 第2次超級機器人大戰Z 破界篇（吉洛·艾默斯）

2012年
- 第2次超級機器人大戰Z 再世篇（吉洛·艾默斯）

2014年
- 蠟筆小新：呼風喚雨春日部電影明星！（日语：クレヨンしんちゃん 嵐を呼ぶ カスカベ映画スターズ!）（鋼彈勇士、檸檬）

### 廣播劇CD
- FIGHT!! 廣播劇專輯（陽之介的父親）
- CANCAN BUNNY EXTRA（毘沙門天）
- 希臘羅馬神話8 勇士赫拉克勒斯（阿特拉斯）
- 東京（佐伯實紀）
- 龍槍戰記（史凱爾）
- 火焰之纹章 黎明篇／紫嵐篇（日语：ファイアーエムブレム (佐野真砂輝&わたなべ京の漫画)#ドラマCD）（杰甘）

### 外語配音

#### 演員
元彪
- 東方禿鷹（老鼠傑）
- 急凍奇俠（方守正）
- 亡命鴛鴦（香明刑事）
- 孔雀王（孔雀）
  - 孔雀王 阿修羅傳說（孔雀）
- 敗家仔（梁贊）
- 執法先鋒（夏令正）
- 神勇雙響炮續集（英语：Rosa (1986 film)）（小魔怪）
- 亂世兒女
- 夏日福星（獨腳金刑事）※東京電視台版。
- 奇謀妙計五福星（獨腳金刑事）※富士電視台版。

#### 電影
- 加州玩偶（英语：...All the Marbles） ※朝日電視台版[注 1]。
- 不要傷害我的小孩（英语：...First Do No Harm）（戴夫·雷穆勒〈佛瑞德·華德〉）
- 終極奇兵（赫格〈丹尼斯·史托霍伊（英语：Dennis Storhøi）〉）
- 48小時（英语：48 Hrs.） ※日本電視台版。
  - 48小時闖天關（威利·希科克〈大衛·安東尼·馬歇爾〉）※影碟版。
- 2001太空漫遊
- 英雄本色（宋子豪〈狄龍〉）※舊DVD版。
- 英雄本色II（宋子豪〈狄龍〉）※舊DVD版。
- 殺戮時刻（英语：A Time to Kill (1996 film)）（弗雷迪·李·科布〈基夫·修打蘭〉）※富士電視台版。
- 法律之上（英语：Above the Law (1988 film)）（尼爾森·福克斯〈切爾西·羅斯（英语：Chelcie Ross）〉）※影碟（VHS、DVD、BD）版、（流氓）※朝日電視台版。
- Above the War（日语：ブルドッグ）（柯姆〈斯潘基·馬尼坎（英语：Spanky Manikan）〉）
- 鐵鹰戰士III：死亡陷阱（英语：Aces: Iron Eagle III）（克勞福德〈湯姆·鮑爾（英语：Tom Bower (actor)）〉）※富士電視台版。
- 步步登天（英语：All the Right Moves (film)）（葛瑞格〈蓋瑞·格雷厄姆（英语：Gary Graham）〉）
- 現代啟示錄（蘭斯·B·約翰遜〈山姆·博頓斯（英语：Sam Bottoms）〉）※東京電視台版。
- 亞洲警察之高壓線（艾杜〈艾杜·曼薩諾（英语：Edu Manzano）〉）
- 回到未來III（布福德·坦南的賭友2）※朝日電視台版[注 2]。
- 浴火赤子情（英语：Backdraft (film)） ※富士電視台版。
- 鬼使神差（科瓦奇〈約翰·潘考（英语：John Pankow）〉）※富士電視台版[注 3]。
- 子熊故事（英语：The Bear (1988 film)）（湯姆〈傑奇·卡尤〉）
- 絶橋智多星（馬坤刑警〈黃秋生〉）
- 妖魔大鬧唐人街（雷〈黃家達〉）
- 鐵鷹戰士
- 霹靂藍天使（英语：Blue Steel (1990 film)）（霍華德〈麥特·卡文（英语：Matt Craven）〉）※富士電視台版。
- 替身（英语：Body Double）
- 腦內風暴（英语：Brainstorm (1983 film)）（戈迪·福布斯〈喬丹·克里斯多福（英语：Jordan Christopher）〉）
- 巴西 (1985年電影)（守衛）
- 候選人（英语：The Candidate (1972 film)）
- 越戰創傷（英语：Casualties of War）（羅文〈傑克·葛爾特尼〉）※富士電視台版。
- 城市獵人 (1993年電影)（高達〈黎明〉）
- 巔峰戰士（英语：Cliffhanger (film)）（海斯〈德瑞克·哈克斯比〉）※富士電視台版。
- 魔鬼司令（弗雷德〈麥特·蘭德斯〉 等）※朝日電視台、吹替帝王（日语：吹替の帝王）版。
- 鱷魚先生（厄文）※富士電視台版。
- 龍族戰神（托雷斯〈馬可·羅德里格斯（英语：Marco Rodríguez (actor)）〉）※影碟版。
- 粉紅豹之探長的詛咒（喬治·萊頓〈勞勃·韋納〉）
- 冰上奇緣（英语：The Cutting Edge）
- 烈火家園（英语：Curse of the Starving Class）（泰勒〈蘭迪·奎德〉）
- 天雷地火（Marshall Strat〈Alex Daniels〉）※VHS版。
- 賭彩黑名單（英语：The Dead Pool）（Harlan Rook〈David Hunt〉）
- 死亡禁地（Frank Dodd〈Nicholas Campbell〉）
- 截殺威龍（英语：Death Warrant (film)） ※日本電視台版。
- 三角突擊隊2（Anderson少校〈Geoff Brewer〉）
- 終極警探（Marco）※富士電視台版。
- 終極警探2（O'Reilly〈羅伯特·帕特里克〉）※富士電視台版。
- 讓我瘋狂（英语：Drive Me Crazy）（Nicole Maris的父親〈史蒂芬·柯林斯〉）
- 終極特區（英语：Drop Zone (film)）（Pete Nessip〈衛斯里·史奈普〉）※影碟版。
- 阿呆與阿瓜（Nicholas Andre〈Charles Rocket〉）
- E.T.外星人 ※VHS版。
- 新咆哮山莊（英语：Emily Brontë's Wuthering Heights）（Hareton Earnshaw〈Jason Riddington〉）
- 重裝戰警（英语：Extreme Justice (film)） ※富士電視台版。
- 致命第六感（英语：Final Embrace (film)）（德文〈威利·庫斯（英语：Wally Kurth）〉）
- 精武門（精武門弟子〈劉永〉、鈴木寬的保鑣〈勝村淳〉）※TBS版。
- 領航員（英语：Flight of the Navigator）（Banks警部〈Raymond Forchion〉）※日本電視台版[注 4]。
- 海豚的故事（英语：Flipper (1996 film)）（支配人Morrison〈Andrew Blaxland〉）
- Fool's Gold：The Story of the Brink's-Mat Robbery（Micky McAvoy〈西恩·賓〉）
- 阿甘正傳 ※富士電視台版。
- 吸血鬼就在隔壁 (1985年電影)（英语：Fright Night）（Billy Cole〈Jonathan Stark〉）※朝日電視台版。
- 亡命天涯 ※影碟版。
- 甘地傳 ※富士電視台版。
- Girls（英语：Girls (1980 film)）
- 大亨遊戲（英语：Glengarry Glen Ross (film)）（Blake〈艾力·寶雲〉）
- 教父3（Andrew Hagen〈John Savage〉）※富士電視台版。
- 異形附身
- 瘋狂之人（英语：I, Madman）（萊尼〈史蒂文·米默〉）
- 不可思議的融化人（英语：The Incredible Melting Man）（攝影師、衝浪者2）※TBS版[注 5]。
- 魔宮傳奇（Kao Kan〈Ric Young〉）※日本電視台版。
- 時空攔截（英语：Jacob's Ladder (film)）（Frank〈Eriq La Salle〉）※日本電視台版[注 5]。
- 詹姆士·龐德系列
  - 詹姆士·龐德：殺人執照（Felix Leiter〈David Hedison〉）※VHS版。
  - 詹姆士·龐德：勇破黑魔黨（漁夫）※TBS舊錄製版。
  - 巡弋飛彈（Culpepper）※富士電視台版。
- 大白鯊 (1975年電影) ※日本電視台版。
- 捍衛機密（英语：Johnny Mnemonic (film)）（Henson〈Diego Chambers〉）
- 雷公彈（英语：Juggernaut (1974 film)）（吉姆·哈迪）
- 奪命大鱷魚2（日语：キラー・クロコダイル/怒りの逆襲）
- 終極悍將（英语：Last Man Standing (1996 film)）（Doyle〈David Patrick Kelly〉）※VHS版。
- 聖戰東征（英语：Lionheart (1990 film)）（Moustafa〈Michel Qissi〉）※東京電視台版。
- 迷霧追魂手
- 驚心動魄撞死你（英语：Maximum Overdrive）
- 魔鬼悍將（英语：Men of War (film)）
- 江湖好漢（瘋狗科爾（英语：Mad Dog Coll）〈尼古拉斯·塞德勒（英语：Nicholas Sadler）〉）
- 銀線風暴（英语：Money Train） ※朝日電視台版。
- 戰慄遊戲 ※日本電視台版。
- 小鬼初戀（丹尼）※影碟版。
- 天生好手（英语：The Natural (film)）（艾爾·福勒〈肯·格拉薩諾〉）※朝日電視台版。
- 萬惡城市（英语：New Jack City）（嘟嘟嘟人〈比爾・努恩（英语：Bill Nunn）〉）※影碟版。
- 冰原空難（英语：Ordeal in the Arctic）（21號機師〈布萊恩·泰勒〉）
- 寵物墳場（路易斯·克里德〈戴爾·米基夫（英语：Dale Midkiff）〉）※富士電視台版。
- 驚爆點（英语：Point Break） ※日本電視台版。
- 鬼哭神號（班·圖希爾〈邁克爾·麥克馬納斯（英语：Michael McManus (American actor)）〉）※富士電視台版。
- 無罪的罪人（英语：Presumed Innocent (film)）（昆汀·“傑米”·坎普〈布萊德利·惠特福德〉）※朝日電視台版。
- 雲裳風暴（英语：Prêt-à-Porter (film)）（寇特·羅姆尼〈理查·E·格蘭特〉）
- 威龍猛探（麥可〈帕特里克·詹姆斯·克拉克〉）※富士電視台版。
- 巨蟒2（英语：Pythons 2）（葛瑞格·拉森〈威廉·澤布卡〉）
- 四分衛（記者）
- 最後單身派對（英语：Queens Logic）（艾略特〈約翰·馬克維奇〉）※VHS版。
- 兩男一女三逃犯（英语：Quick Change）（艾迪生〈菲爾·哈特曼〉）
- 致命的快感（馬歇爾保安官〈蓋瑞·辛尼茲〉、維吉爾·斯帕克斯）※朝日電視台版。
- 第三類終結者（英语：The Relic (film)）（約翰·惠特尼〈劉易斯·范·卑爾根（英语：Lewis Van Bergen）〉）
- 獵殺紅蠍星（英语：Ricochet (1991 film)）（拉里·道爾〈凱文·波拉克〉）※VHS、日本電視台版。
- 威龍殺陣（英语：Road House (1989 film)）（詹姆斯·道爾頓〈派屈克·史威茲〉）※東京電視台版。
- 俠盜王子羅賓漢（威爾·斯佳利（英语：Will Scarlet）〈克利斯汀·史萊特〉）※VHS版。
- 羅馬，不設防的城市（提告者）※NHK版。
- 尖峰時刻（韓總領事〈馬志〉）※影碟版。
- 薩爾瓦多 ※富士電視台版。
- 七對佳偶（英语：Seven Brides for Seven Brothers）（法蘭克〈湯米·瑞爾（英语：Tommy Rall）〉）※NHK BS1版。
- 原振俠與衛斯理（黑龍〈狄威〉）※影碟版。
- 聽不到的哭泣（英语：Shadow of Doubt (1998 film)）（萊爾德·艾特金斯〈克萊格·謝菲爾〉）
- 西雅圖夜未眠（葛瑞格〈維克多·賈博〉）
- 星際大戰4：曙光乍現（隊員3）※劇院公映版。
- 星際之門 ※富士電視台版。
- 驚逢敵手（英语：Steal Big Steal Little）
- Kiss情人（英语：The Story of Us (film)）（班·喬丹〈布魯斯·威利斯〉）※DVD版。
- 超人II ※朝日電視台版。
- 雷鳥神機隊 (1966年電影)（維吉爾·特蕾西）※VHS、雷射影碟版。
  - 雷鳥神機隊6號（維吉爾·特蕾西）※VHS、雷射影碟版。
- 即時引爆（英语：Ticker (2001 film)）（溫特斯〈Ice-T〉）
- 時光大盜（文森〈邁克爾·帕林〉）
- 時光機器（大衛·菲爾比博士〈馬克·艾迪〉）※DVD版。
- 追擊星空導彈（英语：Tom Clancy's Op Center (film)）（保羅·胡德〈哈里·漢姆林（英语：Harry Hamlin）〉）
- 絕命終結者（英语：Tombstone (film)）（摩根·厄普（英语：Morgan Earp）〈比爾·派斯頓〉）※DVD版。
- 聖戰風雲（黃警部〈李修賢〉）
- 鐵面無私 (1987年電影)
- 下一個還是你（所羅門教授〈哈特·波奇納（英语：Hart Bochner）〉）
- 快餐車（蒙代爾的部下1〈賓尼·尤奎德茲〉）※富士電視台版。
- 幽靈殺人車（英语：Wheels of Terror）（約瑟夫·波爾塔伍長〈布魯斯·戴維森〉）
- 反恐怖戰隊（英语：Who Dares Wins (film)）（公寓警衛〈馬丁·雅各〉）※朝日電視台版[注 5]。
- 孤獨法師（英语：The Wizard of Loneliness (film)）（達菲·卡勒〈迪倫·貝克〉）
- 綠野仙蹤 (1939年電影) ※NHK版。

#### 電視影集
- 阿加莎·克里斯蒂：大偵探波洛（村莊男子、警官、Nigel Harper〈Simon Cowell Parker〉）※NHK版。
- 驚異傳奇（英语：Amazing Stories (1985 TV series)）（Frank〈Robert Axelrod〉）
- 海灘遊俠（Trevor Cole〈Peter Phelps〉）
- 飛越比佛利（Mel Silver〈馬修·勞倫斯〉）
- 加州夢（英语：California Dreams）（Zane Walker〈Julian Stone〉）
- 鐵證懸案 (第7季／The Final)（Evan所長〈Steven Culp〉）
- CSI犯罪現場：邁阿密（第1季：Lorenzo Escalante〈Richard Yniguez 飾演〉、第2季：Marc Snowden律師〈Robert Curtis Brown〉）
- 恐龍家族（英语：Dinosaurs (TV series)）（Bruffy、Braselton、Bally）
- 急診室的春天 (第5季)（Carmichael）
- 戰地神探（Malcom Powell〈Michael Bartending〉）※NHK BS Premium版。
- 歡樂滿屋（Herschel Binkley）
- 執法悍將
  - 第1季（Clayton Webb〈Steven Culp〉、Lindsey中校、Teddy、機師、旁白）
  - 第2季（Lloyd、記者、武裝士官、Lee、看守）
- 洛城法網（Michael Kuzak〈Harry Hamlin〉）
- 雙面嬌娃（英语：Moonlighting (TV series)）（布萊恩）
- Muppets Tonight（英语：Muppets Tonight）（Dennis Quaid）
- 女作家與謀殺案（英语：Murder, She Wrote）（第1季：Heck、第2季：其他配角）
- 風雲女郎（英语：Murphy Brown）（英俊的男性〈John Mansfield〉）
- 海豚的故事 (電視影集版)（英语：Flipper (1995 TV series)）（Thomas、Ray Carter）
- 三國演義（宋憲）※NHK-BS2版。
- 歇洛克·福爾摩斯 營造商探案、銀斑駒（賭屋）、獨行女騎者探案（Peter）
- 光明世界（英语：Spellbinder (TV series)）（咒語者、卡特里娜·瑪格爾頓的父親）
- 銀河前哨（Chris Brynner〈Jim Metzler〉）
- 銀河飛龍（轉送主任）
- True Blue（英语：True Blue (TV series)）（Bobby Traverso巡査〈John Bolger〉）
- 白宮風雲 (第3季)（Terry〈Bob Glouberman〉）
- 失蹤現場（第1季：律師、第2季：Roscoe老師）
- X檔案
- 原野飆龍（英语：The Young Riders）（Maxwell）

#### 動畫
- 高飛電影
- 蝙蝠俠（盧卡斯）
- 救難小福星（Dark）
- 膽小狗英雄（Alfred）
- 魔鬼剋星 (1986年電視動畫)（Winston Zeddemore）
- 高飛家族
- 帕丁頓熊
- 辛普森一家（Stonecutters分部長）

### 特攝影集
1983年
- 安德魯超戰士（安德魯瑪爾斯的配音）

1984年
- 超人力霸王ZOFFY 超人戰士VS大怪獸軍團（日语：ウルトラマンZOFFY ウルトラの戦士VS大怪獣軍団）（超人七號的配音、策略宇宙人·貝丹星人（日语：ペダン星人）的配音、地底代理人·基羅人（日语：ウルトラマンAの登場怪獣#ギロン人）的配音）

### 卡式錄音帶
- 有閑俱樂部 CD卡式錄音帶書（富貴茂）
- 馬法爾年代記（日语：マヴァール年代記） 冰之玉座 角川卡式錄音帶書（斯圖爾薩）

### 旁白
NHK-BS1
- ENJOY LIFE
- BS世界的紀錄片（日语：BS世界のドキュメンタリー）
- BBC精選

NHK-BS2
- 從地球到月球

其它電視台
- QUIZ！此時的日本（日语：クイズ!今どきの日本）（東京電視台）

### 其它
- 機動戰士鋼彈0079：Card Builder（日语：機動戦士ガンダム0079カードビルダー）（那卡哈·納卡特）
- 紺碧艦隊 數位故事（村山）
- 日本名作繪本CD「輝夜姬、竹取物語」（天皇、鍛冶屋）
- 馬法爾年代記（日语：マヴァール年代記） 冰之玉座 角川卡式錄音帶書（史圖札）

## 腳註